# Фокке, Аннемике
Аннемике Фокке (Вилбреннинк) (нидерл. Annemieke Fokke (Wilbrenninck), 4 ноября 1967, Хемстеде, Нидерланды) — нидерландская хоккеистка (хоккей на траве), полевой игрок. Бронзовый призёр летних Олимпийских игр 1988 года, участница летних Олимпийских игр 1992 года, чемпионка мира 1990 года, чемпионка Европы 1987 года.

## Биография
Аннемике Фокке родилась 4 ноября 1967 года в нидерландском городе Хемстеде.
Играла в хоккей на траве за ХГК из Вассенара.
В 1987 году завоевала золотые медали чемпионата Европы в Лондоне.
В 1988 году вошла в состав женской сборной Нидерландов по хоккею на траве на летних Олимпийских играх в Сеуле и завоевала бронзовую медаль. Играла в поле, провела 1 матч, мячей не забивала.
В 1990 году завоевала золотую медаль чемпионата мира в Сиднее.
В 1991 году стала бронзовым призёром Трофея чемпионов в Берлине.
В 1992 году вошла в состав женской сборной Нидерландов по хоккею на траве на летних Олимпийских играх в Барселоне, занявшей 6-е место. Играла в поле, провела 5 матчей, мячей не забивала.
В 1987—1992 годах провела за сборную Нидерландов 83 матча, не забив ни одного мяча.